# Enrico Fogliazza
Enrico Fogliazza, soprannominato "Kiro" (Castelleone, 22 marzo 1920 – Cremona, 18 febbraio 2013), è stato un partigiano e politico italiano.

## Biografia
Fu tra i protagonisti cremonesi della resistenza. Comunista, dopo l'armistizio del 1943 fu attivo nelle zone della Val di Susa e divenne commissario politico della 17ª Brigata Garibaldi.
Dopo la fine del conflitto bellico fu deputato dal 1953 al 1963 nelle file del PCI. Fu inoltre assessore all'agricoltura della Provincia di Cremona dal 1970 al 1975.
Ha ricoperto l'incarico di segretario dell'ANPI cremonese dal 1945 al 1947, guidandone poi la sezione provinciale come presidente per lungo tempo sino al 2011.